# Wapen van Dantumadeel

Wapen van Dantumadeel

Het wapen van Dantumadeel is het gemeentelijke wapen van de Friese gemeente Dantumadeel.  Het wapen werd op 25 maart 1818 bevestigd bij besluit van de Hoge Raad van Adel aan de toenmalige grietenij Dantumadeel.
De beschrijving luidt: 
Een schild gevuld als volgt; het bovenste gedeelte keel, een gegolfde beek van zilver; het derde gedeelte van goud beladen met een loopende vos van keel; het onderste gedeelte groen. Het schild gedekt met een gouden kroon.
De heraldische kleuren zijn keel (rood), zilver, goud en groen. Niet vermeld is dat de kroon drie bladen en tweemaal zes parels heeft.

## Geschiedenis
De vroegst bekende afbeelding van het wapen van Dantumadeel komt voor op een kaart van C. Schotanus, genaamd; "Beschrijvinge van Frieslandt" uit 1664.  De golvende dwarsbalk van zilver is mogelijk een verwijzing naar het vele water op het grondgebied van de gemeente. De vos kwam voor op de hoger gelegen zandgronden welke veel voorkomen in de gemeente.